# Al-Muzaffar Ahmad ben al-Chaykh
Al-Muzaffar Ahmad (en arabe : al-muẓaffar ahmad ben chaykh, المظفر أحمد بن الشيخ  « Le victorieux ») (? - ?) est un sultan mamelouk burjite qui règne en Égypte en 1421.

## Biographie
Le 14 janvier 1421, Al-Mu'ayyad Chaykh al-Muhammudî meurt peu après son fils Ibrahim, qui a peut-être été victime de la jalousie de son père après ses succès en Anatolie, mais ce n'est pas prouvé. Ahmad, deuxième fils d’Al-Mu'ayyad, qui l'a fait désigner comme successeur, n’a que 17 mois quand il est proclamé sultan avec le titre d’Al-Muzaffar. Le régent désigné était en campagne et l’atabeg Tatar, qui a épousé sa mère, s’empare du trône moins de huit mois plus tard.